# Белорусско-литовские летописи
Белору́сско-лито́вские ле́тописи (западнорусские летописи) — условное название историко-литературных сочинений, составленных в Великом княжестве Литовском в XIV—XVI веках (или с середины XIII века). Посвящены в основном истории Великого княжества Литовского.
Название предложено Н. Н. Улащиком. До середины XIX века обычно назывались литовскими, позже — западнорусскими.

## Общая характеристика
Летописание развивалось в Смоленске и Полоцке в XIV—XVI веках. Центром летописания был Смоленск во время его вхождения в состав Великого княжества Литовского. Достоверными являются данные этих летописей за период с конца XIV по середину XVI веков. Летописи имеют общелитовский характер, кроме первого свода, носящего общерусский характер. Как общегосударственные складывались с середины XIII до середины XVI века. Погодную сетку имеет в основном текст, излагающий русские известия, реже — литовские, что сближает жанр белорусско-литовских летописей с хрониками.

## Отдельные летописи
Известны три летописных свода, включающих четыре отдельных памятника: «Летописец великих князей литовских», Белорусско-литовская летопись 1446 года (первый свод), «Хроника Великого княжества Литовского и Жомойтского» (второй свод), «Хроника Быховца» (третий свод), а также историческая компиляция XVII века «Хроника Литовская и Жмойсткая», входящая в состав хронографа «Великая хроника».
Около 1428—1430 годов был составлен «Летописец великих князей литовских». Известен в 6 списках. Не имеет погодного изложения и характеризуется как историческая повесть. Описывает период от смерти литовского князя Гедимина (1341) до начала 1430-х годов. Начинается с описания борьбы за литовский престол князей Кейстута и Витовта с князем Ягайло. Эта часть была создана между 1382 и 1392 годами в окружении Витовта для того, чтобы обосновать его права на власть. Известна также в латинском переводе под названием «Origo regis». Во второй половине XV века этот перевод стал источником при создании «Анналов, или Хроник славного Польского королевства» польского историка Яна Длугоша. Вторая часть «Летописца великих князей литовских» включает известия о политической истории Литовского государства до 1396 года. Создана, предположительно, в конце 1420-х годов. Третьей частью памятника является «Повесть о Подолье», составленная в первой половине 1430-х годов. Создание этой части, как считается, призвано было обосновать права Литвы на Подолье в борьбе за эту территорию с Польшей.
Первый свод, Белорусско-литовская летопись 1446 года, включает Общерусский свод в западнорусской обработке и «Летописец великих князей литовских». Известен в 6 списках: Никифоровский, Супрасльский, Академический, Слуцкий и др. В. А. Чемерицкий называет этот свод «Белорусской первой летописью». Летопись описывает историю Литовского государства от смерти Гедимина до смерти великого князя Витовта. Основной текст летописи, доведённый до 1446 года, помещается по заголовком «Избрание летописания изложено вкратце» и, действительно, имеет существенно сокращённый вид. Он делится на четыре части. Начальная часть, до 1310 года, близка к Новгородской четвертой летописи. Вторая часть, с 1309 по 1388 год, сходна с Троицкой и Симеоновской летописями. Эта часть представляет собой сокращённое отражение текста, близкого к митрополичьему летописанию конца XIV века или 1408 года. Третья часть летописи, с 1385 по 1418 год, близка к Софийской первой летописи. Наиболее оригинальной является четвертая часть летописи, с 1419 по 1446 год, под 1431 годом включающая смоленскую хронику и похвальное слово князю Витовту. Предположительно, представляет собой продолжение митрополичьего свода 1408 года, составленное при митрополитах Фотии и Герасиме, руководившем митрополией из Смоленска, чем объясняется наличие ряда смоленских известий под 1440—1445 годами. После основного текста («Избрание летописания…») помещается «Летописец великих князей литовских». В этом своде «Летописец» был дополнен выборкой из общерусских летописей за 854—1446 года, смоленскими источниками — «Похвалой Витовту» 1428 года и записями о событиях в Литовском княжестве в 1430—1445 годах. Вопреки принятому наименованию, точная дата составления свода неизвестна. Создан в Смоленске, по мнению В. А. Чемерицкого, около 1446 года, по мнению Я. С. Лурье датирует его временем не ранее 1450-х годов, поскольку в летописи, кроме смоленского митрополичьего свода 1446 года, использовались также Новгородская четвертая и Софийская первая летописи с их индивидуальными и вторичными по отношению к общему протографу, своду 1448 года, чертами. В идейном отношении памятник стоит на стороне интересов Литовского княжества и его князей, прежде всего Витовта. Свод отражает эволюцию исторического повествования от летописной к хроникальной системе изложения, более характерной для Польши и Литвы. Наиболее полным списком второй редакции летописи 1446 года является Супрасльская летопись первой половины XVI века. В конце 1520-х годов в Русском государстве была составлена сокращённая (русская) редакция Первого белорусско-литовского свода. Основной источник был значительно переработан и дополнен «Родословием Литовского княжества», созданным на основе «Послания» митрополита Спиридона-Саввы) и излагающем версию низкого происхождения Гедиминовичей.
В конце 1510-х или в 1520-е годы был создан второй свод, «Хроника Великого княжества Литовского и Жомойтского», получивший название по оригинальной части, помещённой в начале свода. Известен в 11 списках. В её основу были положены предшествовавшие белорусско-литовские летописи, дополненные легендарными сведениями по начальной истории Литовского княжества, до Гедимина, и продолженные за период второй половины XV — первой половины XVI веков. Текст первого свода в этом памятнике был существенно переработан: опущена общерусская часть, модернизирован язык, добавлен ряд кратких известий за начало XVI века. Летопись акцентировала внимание на извечном богатстве, могуществе и авторитете Литовского государства, связывала генеалогию великих литовских князей и некоторых аристократических родов с римской аристократией. В начале излагается легенда о происхождении литовских бояр от римских вельмож, в I веке якобы прибывших в Прибалтику во главе с мифическим Палемоном, спасаясь от преследований императора Нерона. Далее летопись содержит легендарную историю литовских князей вплоть до смерти Гедимина. В этой части некоторые сюжеты, имена литовских князей заимствованы из Ипатьевской летописи. В исторической науке считается, что легендарная часть предназначалась для обоснования самостоятельности существования Литовского княжества от Польши, а также аргументом в противоборстве с Русским государством, поскольку здесь говорится о благородном происхождении Гедимина и, таким образом, обосновывается право Литвы на присоединённые к ней русские земли. Об этом писали М. Ючас и В. А. Чемерицкий. По мнению Р. Петраускаса, легенда о римском происхождении литовской знати, которая таким способом вписывалась в контекст всемирной истории, отразила изменения в самосознании последней и имела целью обосновать усиление позиций этой знати в политической жизни Литовского государства в начале XVI века. В 1540-е годы была составлена расширенная редакция второго свода, в которой наиболее значительным изменением стало соединение в одно целое отдельных частей первоначальной краткой редакции. В 1550-е года эта редакция была дополнена рядом известий середины XV — середины XVI веков, до 1548 года. Источником дополнений стали документы великокняжеской канцелярии и «Хроника всего мира» Мартина Бельского. В летопись также было включено известие о победоносном походе Ольгерда на Москву.
Третий свод, «Хроника Быховца» известен в одном списке. Название хроники дано по фамилии владельца этой рукописи и распространено на весь свод. Ещё один дефектный список, доходивший до 1506 года, был утрачен. Текст сохранившегося списка обрывается на 1507 году. Предполагается, что «Хроника Быховца» создана в начале 1520-х годов в окружении одного из самых влиятельных вельмож Литовского государства Альбрехта Гаштольда. Основой части, описывающей события с середины XIV до середины XV века, стал Первый белорусско-литовский свод, основой части, описывающей события легендарной и древнейшей истории Литовского княжества, до середины XIV века — Второй белорусско-литовский свод, а также повторно Ипатьевская летопись. Эти известия были переработаны и дополнены новыми подробностями. Например, прибытие римлян в Прибалтику датировано V веком. «Хроника Быховца» имеет полностью оригинальную последнюю часть, за 1446—1506 года, которая, таким образом, является ценным историческим источником. Она повествует об истории Литовского княжества через призму деятельности представителей рода Гаштольдов — Яна и его внука Альбрехта. Часть с известиями 1492—1506 годов написана современником событий.

## Дальнейшая история
Во второй половине XVI века белорусско-литовское летописание прекратилось в связи с потерей Литовским княжеством независимости и изменением самого летописного жанра. Несмотря на это, белорусско-литовские летописи продолжали бытовать на территории Литовского княжества и Русского государства и в XVII—XVIII веках.
В XVII веке появились и получили распространение городские хроники. В XVII—XVIII веках на территории Белоруссии составлялись летописные памятники, отражавшие местную историю: Баркулабовская летопись, Могилёвская хроника, Витебская летопись и др..
Белорусско-литовские летописи послужили источником для написания хроник Мацея Стрыйковского, Александра Гваньини и Мартина Бельского. Изданы в 17, 32 и 35 томах Полного собрания русских летописей.

## Издания
- Полное собрание русских летописей. — СПб., 1907. — Т. 17. — Стб. 1—152; М., 1980. — Т. 35. — С. 19—84.